# Système de recherche mondial en ligne sur l'agriculture
Pour les articles homonymes, voir Agora (homonymie).
AGORA (Access to Global Online Research in Agriculture) ou Système de recherche mondial en ligne sur l’agriculture est un programme mis sur pied par l’Organisation des Nations unies pour l'alimentation et l'agriculture pour offrir un accès gratuit aux pays en voie de développement à une collection scientifique en texte intégral et à des bases de données bibliographiques dans le domaine de l’agriculture et des sciences environnementales, sociales et biologiques en lien avec l’agriculture.  Plus d’une quarantaine d’éditeurs participent au projet.  Près de 1300 titres de périodique sont disponibles en version électronique.
Établi en 2003, le programme a pour objectif d’offrir un support pour la recherche et l’enseignement dans les pays où les institutions n’ont pas les moyens financiers pour accéder à une littérature spécialisée et coûteuse.
Les critères d’admissibilités au programme sont en fonction du PNB par habitant.  Les moins bien nantis bénéficient d’un accès gratuit.  Les pays plus avancés ont un accès pour un tarif réduit.